# El Rialb
|  | Aquest article tracta sobre el riu del Prepirineu català. Vegeu-ne altres significats a «Rialb (desambiguació)». |

El Rialb (o riu Alb o Riaup) és un riu afluent del Segre que té la naixença sota mateix, al sud, del poble de Bóixols, pertanyent al terme municipal d'Abella de la Conca, de la comarca del Pallars Jussà, i tot seguit davalla cap a la comarca de la Noguera, en el terme municipal de la Baronia de Rialb, després de passar un breu tram pel terme municipal de Coll de Nargó, a la comarca de l'Alt Urgell.
Es forma per la unió de dos altres rius: el de Collell, que baixa dels vessants de la Serra de Carreu, és a dir, del nord-oest de Bóixols, i el de Pujals, que baixa del nord-est i nord del poble, del Tossal de Cabrit, vessant oriental de la Serra de Boumort. La seva formació és a ponent dels Camps de Cal Plomall i dels Trossos del Molí del Plomall.

## Etimologia
"Rialb" prové de rivus albus, el "riu blanc". De fet, l'expressió "riu Rialb" seria redundant, però ho fa possible la pèrdua de consciència que la primera síl·laba de la paraula significa "riu". Així ho expressa Joan Coromines.

## Curs

El Rialb, respecte del terme d'Abella de la Conca

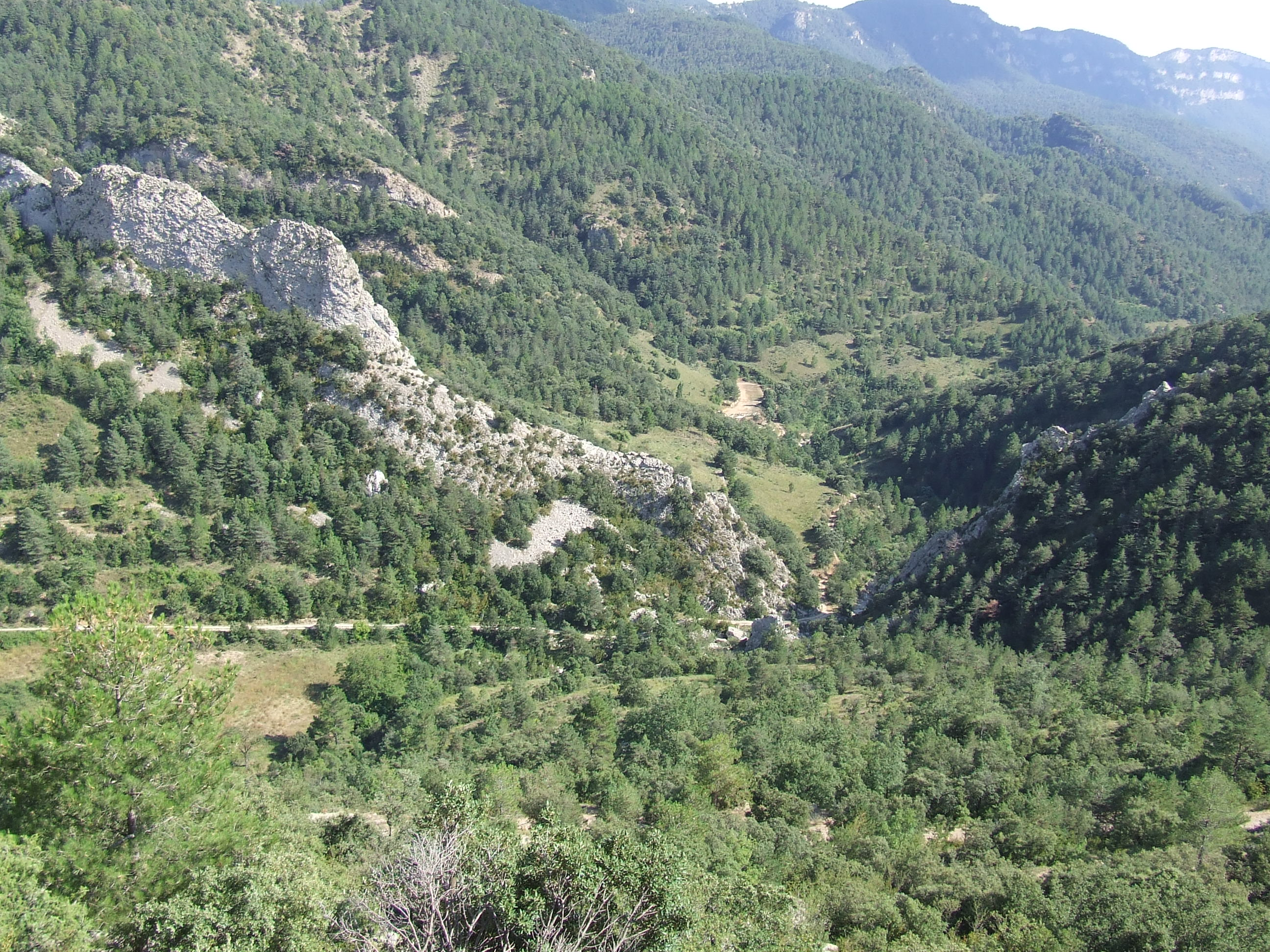
Lloc de formació del riu Rialb dins el municipi d'Abella de la Conca

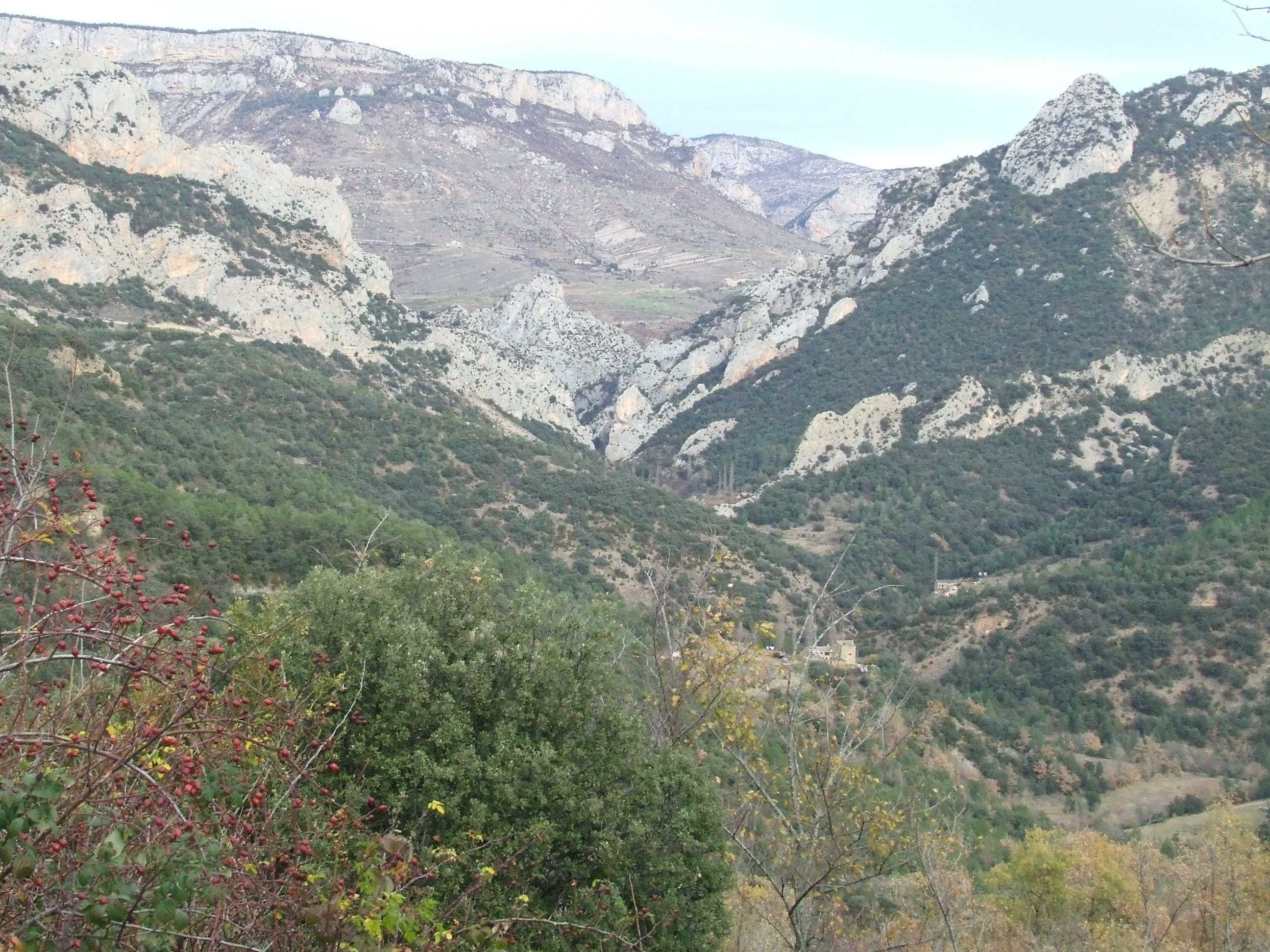
Primer tram del riu Rialb, sota el Forat de Bóixols

A partir del lloc on es forma, suara explicat, podem dividir el riu Rialb en tres trams ben diferenciats entre ells:
El tram superior es troba fora del municipi de la Baronia de Rialb, al nord. Es tracta d'un curs fluvial amb un règim hídric mínimament alterat, i que en aquest tram inicial discorre durant dos quilòmetres molt encaixat entre roques, formant un congost estret amb un gran desnivell (el Forat de Bóixols). Després d'un breu tram dins del terme municipal on es forma, el riu passa a ser límit municipal entre Abella de la Conca i Coll de Nargó (antic terme de Gavarra), i, per tant, fa de límit entre el Pallars Jussà i l'Alt Urgell. Al cap de ben poc, però, entra del tot en terme de Coll de Nargó, per on discorre fins al cap de quasi tres quilòmetres, moment en què torna a ser termenal, ara entre Coll de Nargó i la Baronia de Rialb, de la comarca de la Noguera. Hi ha trams on el riu circula subterràniament, alimentat per abundoses surgències càrstiques, com és el cas de l'anomenat Forat de Bulí, porta d'entrada del Rialb al municipi de la Baronia, que ja no abandona i del qual es converteix en eix principal. El Forat de Buli, situat entre els contraforts de la Serra d'Aubenç i la Serra de la Conca, és potser el punt més destacat del Rialb: es tracta d'un estret congost format per parets de fins a 200 m d'alçada. Les aigües del Rialb es filtren per la zona de les Cots i no tornen a aparèixer fins aquest punt, amb un tipus de surgència valclusiana de gran interès paisatgístic, i on la pràctica d'esports d'aventura és habitual.
El curs mitjà del riu s'ubica a partir del Forat de Bulí i fins a l'inici de la cua del pantà de Rialb, la darrera gran presa construïda a Catalunya, que pren el nom precisament d'aquest riu. En aquest tram el riu ja no es troba tan encaixat, i forma una vall de dimensions reduïdes que creua el municipi de nord a sud, on s'assenten diferents pobles i parròquies, franquejada per turons i diverses valls secundàries, estructurant-se com a corredor destacat enmig de zones amb un relleu molt irregular i feréstec. En aquest tram destaquen alguns dels afluents principals del Rialb, que, tot i no tenir un cabal regular, suposen aportacions hídriques remarcables en èpoques de pluges. Al marge esquerre del Rialb hi destaquen el torrent de Gavarra, el barranc de Ramoneda i el torrent de Rialb, mentre que al sector occidental són d'importància el barranc de Fabregada i el barranc de Massanés.
Pel que fa al tram baix del riu, la construcció de l'embassament del Rialb ha modificat totes les seves característiques naturals: abans la vall s'obria en aquesta zona, deixant pas al Rialb, que arribava a la desembocadura amb el Segre, amb bones extensions de terra fèrtil i l'establiment de nuclis rurals a prop de la llera. Actualment, tota la part baixa d'aquesta vall des de Palou i el Serrat de Guardiola cap al sud, ja forma part de les aigües del pantà que acabem d'esmentar.
Poc abans d'abocar-se en les aigües del pantà, a la dreta del riu, es va crear l'Àrea del dolmen de Sòls de Riu per tal d'acollir-hi el Dolmen de Sòls de Riu i les ermites romàniques de Santa Eulàlia de Pomanyons i de Sant Girvés de la Torre, que haurien quedat colgades per les aigües del pantà si no s'haguessin desmuntat i traslladat al seu emplaçament actual.

## Cabal
El cabal del Rialb respon a les característiques dels rius pre-pirinencs, de cabal irregular, amb importants èpoques de poca aigua alternades amb grans crescudes, que corresponen a les pluges i de primavera i tardor (cal fer esment a la devastadora crescuda del novembre del 1982). En qualsevol cas, el Rialb porta aigua al llarg de tot l'any, cosa que permet la presència de trams amb una important configuració del bosc de ribera, de gran valor ecològic i paisatgístic, així com d'una fauna associada també interessant (per exemple, la fauna piscícola, d'invertebrats aquàtics, d'amfibis i d'ocells i mamífers associats al riu).